# 斯德望二世 (埃及)
斯德望二世（阿拉伯语：إسطفانوس الثاني غطاس；；1920年1月16日—2009年1月20日）俗名加塔斯，是與羅馬天主教會共融的埃及科普特禮天主教亞歷山大宗主教區榮休宗主教。

## 生平
斯德望於1920年1月16日在埃及索哈傑省出生。他於1944年晉鐸，及在1967年獲安多尼·納吉布宗主教任樂蜀教區主教。
他一直在該教區牧民至1986年被選為科普特禮天主教亞歷山大宗主教區宗主教為止。教宗若望·保祿二世於2001年2月21日將他擢升為主教級樞機。他於2006年榮休。他於2009年1月20日在於埃及開羅逝世，遺體在埃及聖母宗主教座堂安葬。